# Gà Mechelen
Gà Mechelen hay gà Malines (tiếng Hà Lan: Mechelse Koekoek) là giống gà cỡ lớn của Bỉ. Giống gà này bắt nguồn từ khu vực Mechelen (tiếng Pháp: Malines), thuộc tỉnh Antwerp ở Flanders, nơi nó được đặt tên gọi này. Nó được tạo ra vào thế kỷ XIX bằng cách lai tạo gà giống địa phương với những loại gà phương Đông nhập khẩu khác nhau. Với gà Jersey lớn, nó là một trong những giống gà nặng ký nhất. Nó được đánh giá cao về chất lượng thịt, màu thịt nhạt và kết cấu thịt mịn màng.

## Lịch sử
Các con gà Malines bắt nguồn từ phần phía nam của tỉnh Antwerp và phần phía bắc của tỉnh Brabant, ở miền đông Flanders. Giống gà xuất phát từ việc lai tạo giống gà địa phương màu ó điều (cúc cu) với một số loại gà phương Đông bắt đầu được nhập khẩu vào châu Âu trong thế kỷ XIX. Từ khoảng năm 1852, gà địa phương cúc cu được lai với các giống gà đã được đưa đến từ Thượng Hải, Trung Quốc, đến các vườn thú của Antwerp. Sau đó, các giống gà Brahma, gà Langshan và gà Cochin cũng được sử dụng. Kết quả là các giống gà có cấu trúc lớn của gà phương Đông, nhưng giữ lại chất lượng thịt của các đàn giống ở địa phương.
Chọn lọc giống cho loại và màu sắc bắt đầu vào năm 1891, và vào năm 1898, gà Malines đã được công nhận chính thức. Vào đầu thế kỷ XX, các giống gà Malines trở nên nổi tiếng dưới cái tên "Poulet de Bruxelles" (gà thịt Bruxelles), và có nhu cầu lớn về chất lượng thịt, với thịt có màu trắng và kết cấu mịn màng. Sau Chiến tranh thế giới thứ hai, khi sự cạnh tranh từ các giống gà thịt chuyên nhập khẩu trở nên dữ dội hơn, sự phổ biến của nó đã bị lu mờ đi. Năm 2010, chỉ còn có 575 con gà giống ở Flanders.
Một biến thể của Malines, là gà Hà Lan: Mechelse Kalkoenkop hoặc tiếng Pháp: Malines à tête de dindon (khoảng "gà tây đầu bò") được tạo ra bằng cách lai giống với giống gà chọi Combattant de Bruges, và có một cái mồng chẻ ba khác thường. Nó được tạo ra vào đầu thế kỷ XX để đáp ứng nhu cầu của Đức cho những giống gà còn nặng hơn, và nặng hơn những con gà mồng đơn. Nó được báo cáo là một giống gà riêng biệt; trong năm 2013 có tổng cộng 88 cá thể. Một phiên bản gà nhỏ (gà Bantam) của gà Malines được phát triển độc lập bởi hai nhà lai tạo vào năm 1990. Nó không phổ biến rộng rãi.

## Đặc điểm
Gà Malines là một giống gà cỡ lớn, trong số những con gà nặng nhất trong số tất cả các giống gà. Giống gà này thường có mồng đơn, chân gà có màu nhạt và hơi lông. Ở Bỉ, tám loại bộ lông được công nhận, trong khi ở Đức chỉ có chín màu. Các con gà Malines được nuôi chủ yếu để lấy thịt của nó, thịt có vị ngon nhưng màu thịt hơi nhợt nhạt, có kết cấu săn chắc. Gà mái đẻ khoảng 140-160 trứng màu mỗi năm, với trọng lượng khoảng 65 g. Chúng là những bà mẹ tốt và nuôi con khéo.